# Ablepharus bivittatus
Ablepharus bivittatus е вид влечуго от семейство Сцинкови (Scincidae). Видът не е застрашен от изчезване.

## Разпространение и местообитание
Разпространен е в Азербайджан, Армения, Иран, Туркменистан и Турция.
Обитава пустинни области, ливади, храсталаци, склонове и степи.

## Описание
Популацията на вида е намаляваща.